# Albert Henderson (soccer)
Pour les articles homonymes, voir Albert Henderson.
Albert Percy Henderson est un joueur de soccer canadien né le 29 août 1881 à Galt et mort le 20 août 1947 à Los Angeles.

## Biographie
Il joue avec Galt FC en 1904. Il participe aux Jeux olympiques d'été de 1904 avec Galt qui remporte la médaille d'or lors du tournoi de football. Il joue un match et marque un but lors de la compétition contre St. Rose Parish qui représente alors les États-Unis.